# Juraj Bellan
Pour les articles homonymes, voir Bellan.
Juraj Bellan, né le 30 janvier 1996, est un coureur cycliste slovaque.

## Biographie
En 2016, Juraj Bellan intègre l'équipe continentale slovaque Dukla Banská Bystrica. Il réalise de bonnes performances en début d'année sur le Tour du Cameroun, en se classant à trois reprises parmi les dix premiers et en portant durant un temps le maillot blanc de meilleur jeune. Il démontre ensuite de bonnes qualités de grimpeur en se glissant dans le top 20 des étapes reines du Tour du Maroc et du Tour de Bihor. Au mois de juin, il se distingue en prenant la septième place du prologue du Tour de Slovaquie. Sa fin de saison est cependant gâchée par une mononucléose.

## Palmarès sur route

### Par année
| - 2011 - 3e du championnat de Slovaquie sur route cadets - 2013 - 2e du championnat de Slovaquie du contre-la-montre juniors - 2e du championnat de Slovaquie sur route juniors - 2014 - Champion de Slovaquie du contre-la-montre juniors - 2015 - 2e du championnat de Slovaquie du contre-la-montre espoirs - 3e du championnat de Slovaquie sur route espoirs - 2017 - Champion de Slovaquie sur route espoirs - 4e étape du Grand Prix Chantal Biya - 2e du championnat de Slovaquie du contre-la-montre par équipes | - 2018 - Grand Prix Chantal Biya : - Classement général - 2e étape - 2e du championnat de Slovaquie sur route espoirs - 3e du championnat de Slovaquie du contre-la-montre espoirs - 2019 - 3e d'In the steps of Romans |

### Classements mondiaux
| Année                                 | 2017  | 2018 | 2019  | 2020  | 2021  |
| ------------------------------------- | ----- | ---- | ----- | ----- | ----- |
| Classement mondial                    | 1077e | 841e | 1064e | 1859e | 1440e |
| UCI Europe Tour                       | 1088e | 967e | 760e  | 1372e | 1025e |
| UCI Africa Tour                       | 75e   | 57e  |       |       |       |
|                                       |       |      |       |       |       |
| Légende : nc = non classéSource : UCI |       |      |       |       |       |

## Palmarès en cyclo-cross
| - 2011-2012 - 2e du championnat de Slovaquie de cyclo-cross cadets - 2012-2013 - 2e du championnat de Slovaquie de cyclo-cross juniors | - 2013-2014 - Champion de Slovaquie de cyclo-cross juniors |